# Grotte de Morne-Rita
La grotte de Morne-Rita est une grotte ornée du Mésoindien située au lieu-dit de « Mathurine » à Capesterre-de-Marie-Galante sur l'île de Marie-Galante dans le département de la Guadeloupe aux Antilles françaises. Le site est classé aux monuments historiques depuis 1983.

## Historique
Cette cavité naturelle ouverte découverte au début des années 1970 a été un lieu d'habitation d'une faune endémique variée remontant à −30 000 ans puis des premiers peuplements amérindiens sur l'île de Marie-Galante à l'époque dite « Céramique récent » entre 800 et 1500 associée à la culture saladoïde. Le site contient 142 pétroglyphes assez simples de type anthropomorphique. L'un des visages porte des larmes peintes en noir. C'est à Morne-Rita qu'a été découverte une sépulture datant d'environ 2 500 avant J-C, plus ancien témoignage de l'habitation de la Guadeloupe.
Propriété de l'Office national des forêts, la grotte de Morne-Rita a été classée aux monuments historiques le 30 mai 1983.
Depuis sa découverte, c'est un site fermé au public et dédié aux recherches archéologiques. Les plus récentes ont été menées de 2012 à 2015 sous la direction de Pierrick Fouéré.

## Galerie

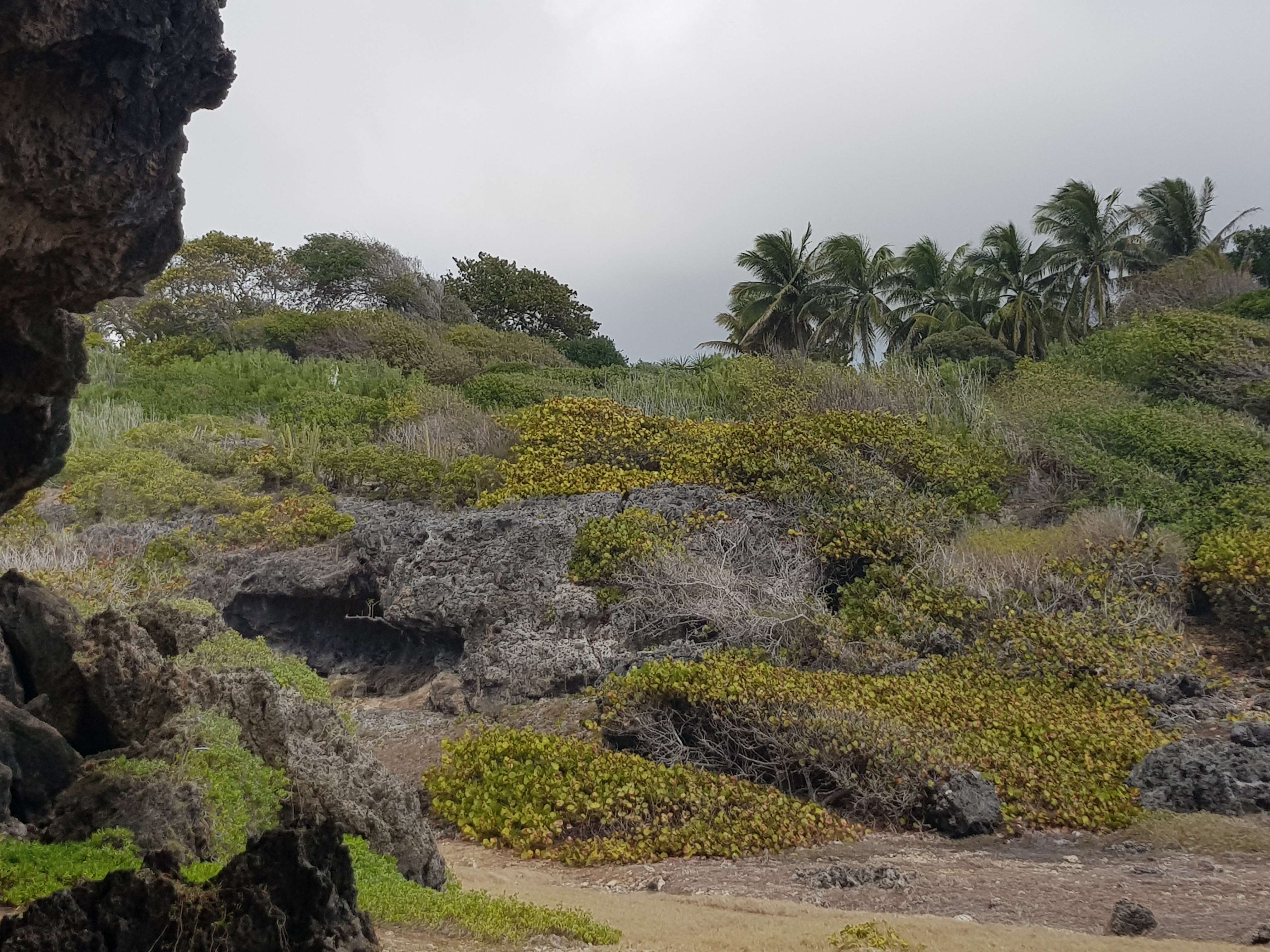
Morne-Rita, massif d'emplacement de la grotte
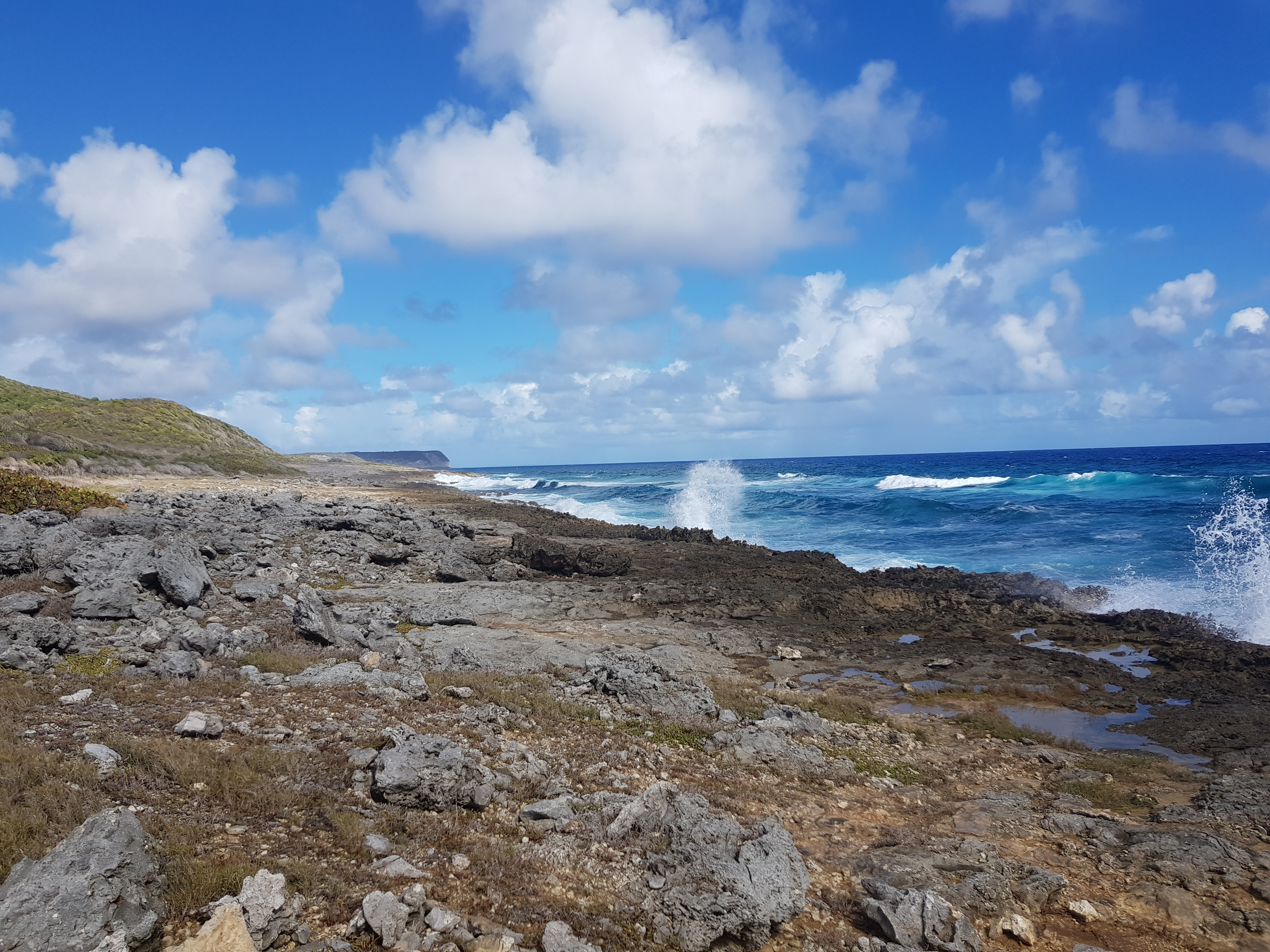
Paysage à partir de Morne-Rita
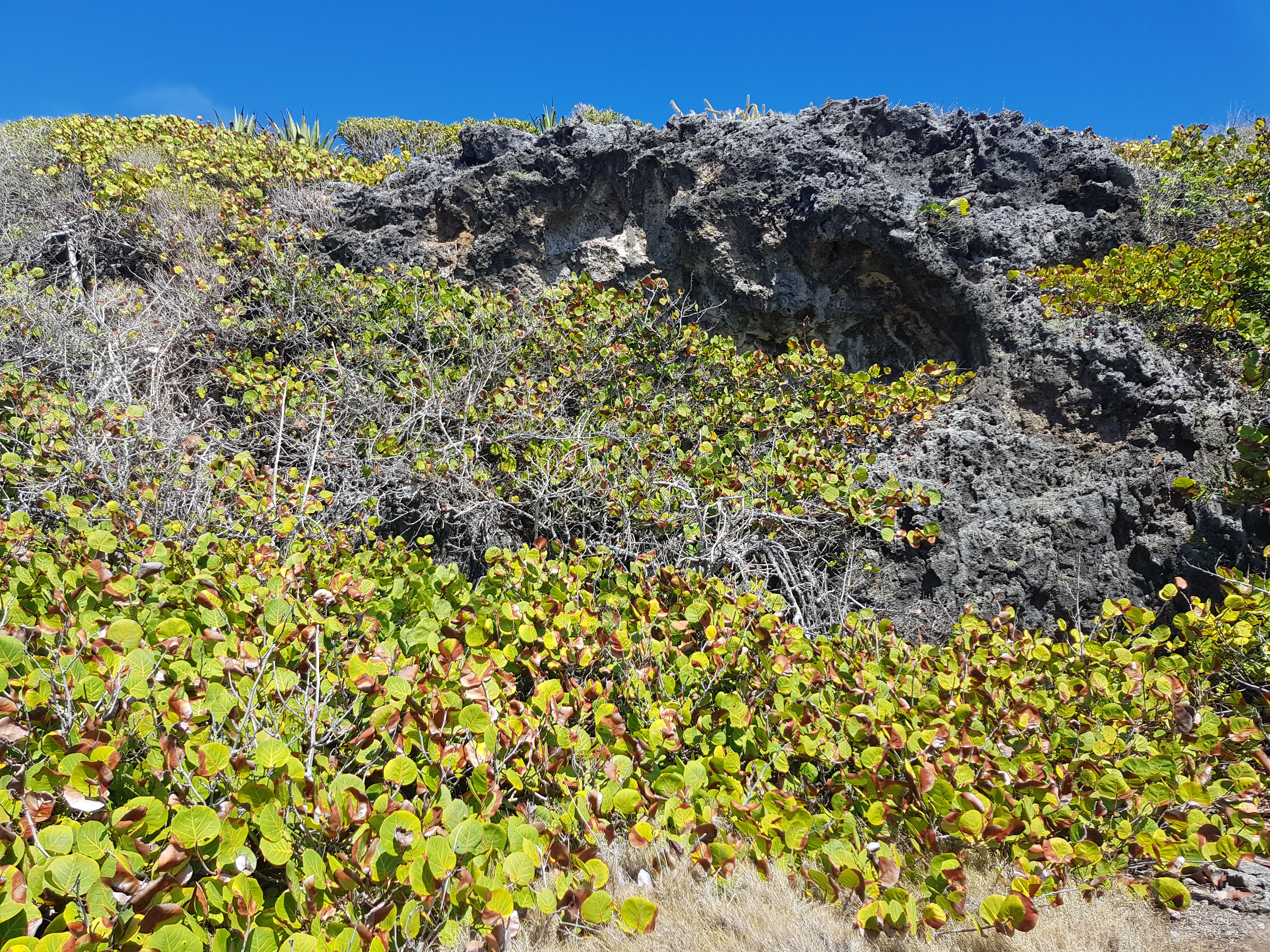
Morne-Rita, autre vue du massif abritant la grotte ornée